# Moga (district)
Moga is een district van de Indiase staat Punjab. Het district telt 886.313 inwoners (2001) en heeft een oppervlakte van 1672 km².
Het district Moga werd gesticht in november 1995; voordien maakte het deel uit van het district Faridkot.
Amritsar · Barnala · Bathinda · Faridkot · Fatehgarh Sahib · Fazilka · Firozpur · Gurdaspur · Hoshiarpur · Jalandhar · Kapurthala · Ludhiana · Mansa · Moga · Muktsar · Pathankot · Patiala · Rupnagar · Sahibzada Ajit Singh Nagar (Mohali) · Sangrur · Shahid Bhagat Singh Nagar · Tarn Taran